# Trude Jochum-Beiser
Trude Jochum-Beiser z d. Beiser (ur. 2 września 1927 w Lech) – austriacka narciarka alpejska, trzykrotna medalistka olimpijska oraz wielokrotna medalistka mistrzostw świata.

## Kariera
Pierwsze sukcesy w karierze Trude Jochum-Beiser osiągnęła w 1947 roku, kiedy wygrywała slalom podczas zawodów Arlberg-Kandahar w Mürren i SDS-Rennen w Grindelwald. Rok później wystąpiła na igrzyskach olimpijskich w Sankt Moritz, gdzie zdobyła dwa medale. Najpierw zajęła drugie miejsce w zjeździe, rozdzielając na podium Hedy Schlunegger ze Szwajcarii oraz swą rodaczkę Resi Hammerer. Do zwycięstwa zabrakło jej 0,8 sekundy. Dwa dni później Austriaczka zwyciężyła w kombinacji, wyprzedzając Gretchen Fraser z USA oraz kolejną Austriaczkę Erikę Mahringer. Był to pierwszy złoty medal olimpijski dla Austrii w tej konkurencji.
Kolejne medale przywiozła z odbywających się w 1950 roku mistrzostw świata w Aspen. Najpierw zajęła drugie miejsce w gigancie, plasując się o 0,2 sekundy za swą rodaczką Dagmar Rom i o 0,2 sekundy przed Francuzką Lucienne Schmith. Następnie wygrała zjazd, pokonując Erikę Mahringer oraz kolejną Francuzkę Georgette Thiollière. Na tej samej imprezie zajęła także siódme miejsce w slalomie. Brała także udział w igrzyskach olimpijskich w Oslo w 1952 roku, ponownie wygrywając bieg zjazdowy. Tym razem wyprzedziła Annemarie Buchner z RFN i Włoszkę Giulianę Minuzzo. Startowała także w gigancie i slalomie, zajmując odpowiednio jedenaste i ósme miejsce. Nigdy nie zdobyła złotego medalu na mistrzostwach Austrii. W 1952 roku zakończyła karierę.
Po zakończeniu kariery pracowała jako instruktorka narciarstwa oraz prowadziła kawiarnię.
W 1952 roku została wybrana sportowcem roku w Austrii w kategorii kobiet. Ponadto w 1996 roku otrzymała Odznakę Honorową za Zasługi dla Republiki Austrii.

## Osiągnięcia

### Igrzyska olimpijskie
| Miejsce | Dzień     | Rok  | Miejscowość  | Konkurencja | Czas biegu | Strata | Zwyciężczyni         |
| ------- | --------- | ---- | ------------ | ----------- | ---------- | ------ | -------------------- |
| 2.      | 2 lutego  | 1948 | Sankt Moritz | Zjazd       | 2:28,3     | +0,08  | Hedy Schlunegger     |
| 1.      | 4 lutego  | 1948 | Sankt Moritz | Kombinacja  | 6,58 pkt   | -      | -                    |
| 11.     | 14 lutego | 1952 | Oslo         | Gigant      | 2:06,8     | +7,5   | Andrea Mead-Lawrence |
| 1.      | 17 lutego | 1952 | Oslo         | Zjazd       | 1:47,1     | -      | -                    |
| 8.      | 20 lutego | 1952 | Oslo         | Slalom      | 2:10,6     | +5,3   | Andrea Mead-Lawrence |

### Mistrzostwa świata
| Miejsce | Dzień     | Rok  | Miejscowość  | Konkurencja | Czas biegu | Strata | Zwyciężczyni         |
| ------- | --------- | ---- | ------------ | ----------- | ---------- | ------ | -------------------- |
| 2.      | 2 lutego  | 1948 | Sankt Moritz | Zjazd       | 2:28,3     | +0,08  | Hedy Schlunegger     |
| 1.      | 4 lutego  | 1948 | Sankt Moritz | Kombinacja  | 6,58 pkt   | -      | -                    |
| 2.      | 13 lutego | 1950 | Aspen        | Gigant      | 1:29,6     | +0,2   | Dagmar Rom           |
| 7.      | 15 lutego | 1950 | Aspen        | Slalom      | 1:47,8     | +6,6   | Dagmar Rom           |
| 1.      | 17 lutego | 1950 | Aspen        | Zjazd       | 2:06,6     | -      | -                    |
| 11.     | 14 lutego | 1952 | Oslo         | Gigant      | 2:06,8     | +7,5   | Andrea Mead-Lawrence |
| 1.      | 17 lutego | 1952 | Oslo         | Zjazd       | 1:47,1     | -      | -                    |
| 8.      | 20 lutego | 1952 | Oslo         | Slalom      | 2:10,6     | +5,3   | Andrea Mead-Lawrence |